# Beschluss des Großdeutschen Reichstags vom 26. April 1942
Der Beschluss des Großdeutschen Reichstags vom 26. April 1942 war der letzte vom Reichstag während der Zeit des Nationalsozialismus getroffene Beschluss. Im Kern ging es um die Vollendung der Gleichschaltung des Verwaltungsapparats. Darüber hinaus bedeutete er die endgültige und uneingeschränkte Durchsetzung des Führerprinzips.
An diesem 26. April 1942 fand zudem zum letzten Mal eine Sitzung eines Deutschen Reichstags statt.

## Entstehung und Inhalt
Auch wenn das Gesetz zur Wiederherstellung des Berufsbeamtentums von 1933 im Titel ein Anknüpfen an die Tradition des Deutschen Kaiserreichs suggerierte, war die Wiederherstellung der Situation von vor 1918 nicht Ziel des NS-Regimes. Vielmehr galt es, das Treueverhältnis zum „Führer“ Adolf Hitler zu stärken. Dem diente etwa der neue Beamteneid vom 20. August 1934. Es ging darum, das Berufsbeamtentum in eine Dienstgefolgschaft des „Führers“ zu verwandeln. NS-Staatsrechtler wie Theodor Maunz propagierten das Ende des subjektiven öffentlichen Rechts. Allerdings setzte die Theorie von den zwei Säulen Staat und Partei der Sache Grenzen. Es kam sogar mit dem Deutschen Beamtengesetz von 1937, mit dem sich Wilhelm Frick gegen Rudolf Heß durchsetzte, zu einer Kodifikation des Beamtenrechts. Der Streit zwischen Verwaltung und Partei schwelte in den folgenden Jahren weiter.
Dass die nationalsozialistische Führung nur taktische Kompromisse eingegangen war, zeigt der einstimmig gefasste Beschluss des nur noch aus Nationalsozialisten bestehenden Reichstages vom 26. April 1942. Dieser ging dabei im Kern auf Forderungen von Hitler selbst zurück. Mit Hinweis auf den Krieg und die Position Hitlers als Führer, Oberbefehlshaber, Regierungschef und oberster Gerichtsherr hätte er das Recht,

„… jederzeit in der Lage [zu] sein, nötigenfalls jeden Deutschen – sei er einfacher Soldat oder Offizier, niedriger oder hoher Beamter oder Richter, leitender oder dienender Funktionär der Partei, Arbeiter oder Angestellter – mit allen ihm geeignet erscheinenden Mitteln zur Erfüllung seiner Pflichten anzuhalten und bei Verletzung dieser Pflichten nach gewissenhafter Prüfung ohne Rücksicht auf so genannte wohlerworbene Rechte mit der ihm gebührenden Sühne zu belegen, ihn im besonderen ohne Einleitung vorgeschriebener Verfahren aus seinem Amte, aus seinem Rang und seiner Stellung zu entfernen.“

Der Beschluss war in der Form ein Ermächtigungsgesetz für die Dauer der Kriegszeit. Die Sicherungen des Beamtengesetzes von 1937 und die sich darin noch widerspiegelnde Tradition des Berufsbeamtentums mit ihren Reservatrechten waren damit aufgehoben.

## Bedeutung
Über den Bereich des öffentlichen Dienstes hinaus bedeutete der Beschluss die endgültige Durchsetzung des Führerbefehls als letzte Entscheidungsinstanz. Ein wie auch immer gearteter rechtsstaatlicher Schutz oder Widerspruchsrecht bestand seither nicht mehr. Hitlers Wille stand seither vollständig über allen bis dahin geltenden Rechtsvorschriften auch des Großdeutschen Reiches. Hitler besaß nun auch formell die absolute Befehlsgewalt über jeden Deutschen.

„Es stellte alles in den Schatten, was sich in der Geschichte bisher an Macht in der Hand eines Menschen gesammelt hatte, selbst Systeme, die Karl Marx die asiatische Despotie genannt hat. Wahrlich, diese Form moderner Leibeigenschaft hätte ihre Vorläufer aus der Ära der Sklavenhaltergesellschaften von Kambyses über Sargon und Timur bis Iwan dem Schrecklichen vor Neid erblassen lassen – und sei es wegen der unvergleichlich wirksameren technischen Ausstattung von Herrschaft, als es sie je in vorangegangenen Epochen der Geschichte gegeben hatte.“